# مونتي كروس
مونتي كروس (بالإنجليزية: Monte Cross)‏ هو لاعب كرة قاعدة أمريكي، ولد في 31 أغسطس 1869 في فيلادلفيا في الولايات المتحدة، وتوفي بنفس المكان في 21 يونيو 1934.

## وصلات خارجية
- مونتي كروس على موقعبيزبول رفرنس.كوم (الدوري الرئيسي) (الإنجليزية)
- مونتي كروس على موقعبيزبول رفرنس.كوم (الدوري الثانوي) (الإنجليزية)